# Невский, Борис Владимирович
Борис Владимирович Невский (1908—1993) — российский инженер и учёный, лауреат Государственной премии СССР.
Родился 5 мая 1908 г. в Костроме в тюрьме, куда его родителей поместили за революционную деятельность. С 1921 г. жил в Москве.
Работал электромонтером, с 1926 г. учился в Московской горной академии. В 1929 г. после окончания 3 курса назначен начальником лаборатории на комбинат «Степняк» треста «Главзолото». Диплом защитил в 1935 г. в Московском институте цветных металлов и золота.
Работал главным инженером завода № 171; с 1942 по 1945 г. — главным инженером треста «Енисейзолото».
С 1946 по 1952 г. — начальник отдела в аппарате Министерства цветной металлургии, затем главный инженер 5 Управления ВГУ при Совете министров СССР; с 1953 г. — начальник отдела НТУ Минсредмаша.
С 1964 по 1985 г. — первый заместитель директора ВНИИХТ. Курировал работы по геологической разведке, добыче и переработке урановых руд в системе атомной промышленности.
Доктор технических наук, профессор.
Лауреат Государственной премии СССР 1980 г. в составе коллектива (Невский Борис Владимирович, Метальников Семён Сергеевич, Маурина Анжела Георгиевна, Смирнов Игорь Петрович, Агапова Вероника Ивановна, Жукова Нелля Гарифовна) — разработка и промышленное внедрение технологии комплексного использования уран-молибденовых руд с производством чистых соединений молибдена и урана. Награждён орденом Ленина.
Сочинения:
- Обогащение россыпей [Текст] / Б. В. Невский. — Москва : изд-во и тип. Металлургиздата, 1947. — 336 с. : ил.; 23 см.
- Извлечение золота из руд гравитационными методами [Текст] / инж. Б. В. Невский ; М-во внут. дел СССР. Спец. гл. упр. «Главспеццветмет». — Москва : Отрасл. бюро техн. информации Главспеццветмета, 1947. — 25 с. : ил.; 23 см.
- Руководство по установке и эксплоатации ворсистых шлюзов [Текст] / НлЦМ СССР, Главзолото, Отрасл. бюро тех. информации (ОБТИ). — Москва : Главзолото, ОБТИ, 1939. — 44 с. : ил., черт.; 22 см.
- Автоматизация и контроль процессов в обогащении и гидрометаллургии [Текст] / И. Л. Ковальский, Б. В. Невский. — Москва : Металлургиздат, 1953. — 375 с. : ил.; 23 см.
- Диспетчерский контроль и автоматическое управление на обогатительных и золотоизвлекательных фабриках [Текст] / И. Л. Ковальский и Б. В. Невский. — Москва : Металлургиздат, 1941 (Ленинград). — 188 с. : ил. и черт.; 22 см.
- Заводы по переработке урановых руд в капиталистических странах [Текст] / А. П. Зефиров, Б. В. Невский, Г. Ф. Иванов ; Под общ. ред. д-ра техн. наук проф. А. П. Зефирова. — Москва : Госатомиздат, 1962. — 371 с. : ил., карт.; 22 см.

Жена — Нина Козьминична Невская (Брешенкова) (1908—1992). Её отец был автором учебника:
- Брешенков Козьма Тимофеевич. Курс русского синтаксиса для младших классов средних учебных заведений, реформированный по современным научным данным. М., 1908.

Четверо детей.